# Скупштина града Крагујевца
Скупштина града Крагујевца је највиши орган Града Крагујевца који врши основне функције локалне власти, утврђене Уставом, законом и Статутом.
Скупштину града чини 87 одборника, које бирају грађани на непосредним изборима, тајним гласањем, у складу са законом и Статутом. Одлуке се доносе већином гласова присутних одборника, уколико законом или Статутом није друкчије одређено.
Садашњи Председник Скупштине града Крагујевца је Мирослав Петрашиновић.

## Скупштина града Крагујевца
Скупштина града се сматра конституисаном избором председника Скупштине града и постављењем секретара Скупштине града.
Највиши правни акт Града је Статут, којим се ближе уређују начин, услови и облици вршења права и дужности из надлежности Града.
Статут доноси Скупштина града већином гласова од укупног броја одборника. У вршењу своје надлежности, Град доноси прописе самостално, у складу са својим правима и дужностима утврђеним Уставом, законом, другим прописом и Статутом.
Седницу Скупштине града сазива председник Скупштине града, по потреби, а најмање једном у три месеца. Седнице Скупштине града су јавне. Скупштина града може одлучити да седница Скупштине града не буде јавна из разлога безбедности и других разлога утврђених законом.
Скупштина града образује стална или повремена радна тела за разматрање питања из своје надлежности. Радна тела дају мишљење на предлоге прописа и одлука које доноси Скупштина града, разматрају и претресају питања из надлежности Скупштине града, предлажу акта, као и сагледавају извршавање одлука, других прописа и општих аката од стране Градоначелника и Градског већа, у области за коју је свако радно тело задужено.
Скупштина града као радна тела може образовати одборе и комисије. Одбори и комисије могу се образовати као стална и повремена радна тела. Као стална радна тела Скупштина града образује 14 одбора, чији се назив, образовање, број чланова, организација и рад уређују Пословником Скупштине града и посебном одлуком Скупштине града. Повремена радна тела могу се образовати као одбори, комисије и сл. Скупштина града може образовати и анкетне одборе.
Начин припреме, вођење и рад седнице Скупштине града и друга питања везана за рад Скупштине града уређују се њеним пословником.

## Резултати избора
Резултати избора 2012:
| Странка                                             | Гласови | %      | Мандати |
| --------------------------------------------------- | ------- | ------ | ------- |
| Верољуб Стевановић — Заједно за Крагујевац          | 34.319  | 37,28  | 37      |
| Покренимо Крагујевац — Томислав Николић             | 16.694  | 18,13  | 18      |
| Избор за бољи Крагујевац — Борис Тадић              | 11.676  | 12,68  | 12      |
| Ивица Дачић — СПС-ПУПС-ЈС — Славица Ђукић-Дејановић | 9.193   | 9,99   | 10      |
| Преокрет — др. Зоран Тодоровић                      | 5.149   | 5,59   | 5       |
| Демократска странка Србије — Војислав Коштуница     | 4.864   | 5,28   | 5       |
| Укупно                                              | 88.503  | 100,00 | 87      |